# Billy Vera
Billy Vera (* 28. Mai 1944 in Riverside, Kalifornien; eigentlich William Patrick McCord) ist ein US-amerikanischer Sänger, Schauspieler, Schriftsteller und Musikhistoriker.

## Leben und Wirken
Anfang 1979 gründete Billy Vera in Los Angeles zusammen mit dem Bassisten Chuck Fiore die Band Billy and the Beaters. 1981 veröffentlichten sie die Songs I Can Take Care of Myself und At This Moment und hatten damit und mit dem Debütalbum Billy & the Beaters auch einen bescheidenen Charterfolg. Ende 1985 wurde At This Moment als Hintergrundmusik einer romantischen Szene in der TV-Serie Familienbande verwendet und erlangte erneute Aufmerksamkeit. Ein Best-of-Album von Billy Vera & the Beaters verkaufte sich im Jahr darauf über eine Million Mal und eine erneute Singleveröffentlichung wurde zu einem Nummer-1-Hit in den USA. 1987 trat Vera mit den Beaters als Nachtclubband im Film Blind Date – Verabredung mit einer Unbekannten auf.
Veras Baby All My Life ist der Titelsong der Serie King of Queens.

## Diskografie
Alben
- Billy & the Beaters (1981)
- By Request (The Best of Billy Vera & the Beaters; 1986)
- Retro Nuevo (1988)

Singles
- I Can Take Care of Myself (1981)
- At This Moment (1981)
- Baby All My Life